# Alamont
Monestier Alamont (en francès Monêtier-Allemont) és un municipi francès situat al departament dels Alts Alps i a la regió de Provença – Alps – Costa Blava.

## Demografia
| 1836                                       | 1926 | 1962 | 1968 | 1975 | 1982 | 1990 | 1999 | 2006 | 2017 |
| ------------------------------------------ | ---- | ---- | ---- | ---- | ---- | ---- | ---- | ---- | ---- |
| 240                                        | 140  | 260  | 285  | 286  | 240  | 228  | 265  | 310  | 283  |
| Des de 1962: població sense dobles comptes |      |      |      |      |      |      |      |      |      |

## Administració
| Període            | Identitat       | Partit |
| ------------------ | --------------- | ------ |
| abans de 1995-2014 | Henri Mevolhon  |        |
| 2014-              | Frédéric Robert |        |